# Idiko Erasitechniko Protathlema 1972
L'Idiko Erasitechniko Protathlema 1972 è la 5ª edizione delle qualificazioni alla Beta Ethniki.

## Gruppo 1

### Squadre partecipanti
| Squadra                   | Città          |
| ------------------------- | -------------- |
| Anagennīsī Epanomī        | Epanomi        |
| Anagennisi Neo Petritsios | Petritsi       |
| Ethnikos Alexandroupolis  | Alessandropoli |
| Nestos Chrysoupoli        | Chrysoupoli    |

### Classifica
|  | Pos. | Squadra                   | Pt | G | V | N | P | GF | GS | DR  |
|  | ---- | ------------------------- | -- | - | - | - | - | -- | -- | --- |
|  | 1.   | Anagennīsī Epanomī        | 16 | ? | ? | ? | ? | 12 | 3  | +9  |
|  | 2.   | Anagennisi Neo Petritsios | 13 | ? | ? | ? | ? | 8  | 6  | +2  |
|  | 3.   | Ethnikos Alexandroupolis  | 10 | ? | ? | ? | ? | 8  | 9  | -1  |
|  | 4.   | Nestos Chrysoupoli        | 8  | ? | ? | ? | ? | 2  | 12 | -10 |

Legenda:

      Ammesse in Beta Ethniki 1972-1973
       Ammessa ai play-off

## Gruppo 2

### Squadre partecipanti
| Squadra               | Città     |
| --------------------- | --------- |
| Almopos Arideas       | Aridea    |
| Makedonikos Siatistas | Siatista  |
| Nea Moudania          | Moudania  |
| Thermaïkos Salonicco  | Salonicco |

### Classifica
|  | Pos. | Squadra               | Pt | G | V | N | P | GF | GS | DR  |
|  | ---- | --------------------- | -- | - | - | - | - | -- | -- | --- |
|  | 1.   | Nea Moudania          | 16 | ? | ? | ? | ? | 14 | 2  | +12 |
|  | 2.   | Almopos Arideas       | 14 | ? | ? | ? | ? | 8  | 7  | +1  |
|  | 3.   | Thermaïkos Salonicco  | 9  | ? | ? | ? | ? | 7  | 11 | -4  |
|  | 4.   | Makedonikos Siatistas | 9  | ? | ? | ? | ? | 6  | 15 | -9  |

Legenda:

      Ammesse in Beta Ethniki 1972-1973

## Gruppo 3

### Squadre partecipanti
| Squadra                 | Città              |
| ----------------------- | ------------------ |
| Apollon Larissa         | Larissa            |
| Aris Agios Konstantinos | Agios Konstantinos |
| Dimitra Trikala         | Trikala            |
| Thiva                   | Tebe               |

### Classifica
|  | Pos. | Squadra                 | Pt | G | V | N | P | GF | GS | DR |
|  | ---- | ----------------------- | -- | - | - | - | - | -- | -- | -- |
|  | 1.   | Thiva                   | 15 | ? | ? | ? | ? | 12 | 8  | +4 |
|  | 2.   | Dimitra Trikala         | 14 | ? | ? | ? | ? | 11 | 6  | +5 |
|  | 3.   | Aris Agios Konstantinos | 11 | ? | ? | ? | ? | 7  | 7  | 0  |
|  | 4.   | Apollon Larissa         | 8  | ? | ? | ? | ? | 5  | 14 | -9 |

Legenda:

      Ammesse in Beta Ethniki 1972-1973
       Ammessa ai play-off

## Gruppo 4

### Squadre partecipanti
| Squadra         | Città     |
| --------------- | --------- |
| Atlas Mytilenes | Mitilene  |
| Īlisiakos       | Zografo   |
| Keratsini       | Keratsini |
| Petralona       | Petralona |

### Classifica
|  | Pos. | Squadra         | Pt | G | V | N | P | GF | GS | DR  |
|  | ---- | --------------- | -- | - | - | - | - | -- | -- | --- |
|  | 1.   | Īlisiakos       | 15 | ? | ? | ? | ? | 11 | 5  | +6  |
|  | 2.   | Petralona       | 14 | ? | ? | ? | ? | 12 | 3  | +9  |
|  | 3.   | Keratsini       | 13 | ? | ? | ? | ? | 6  | 4  | +2  |
|  | 4.   | Atlas Mytilenes | 4  | ? | ? | ? | ? | 1  | 18 | -17 |

Legenda:

      Ammesse in Beta Ethniki 1972-1973

## Gruppo 5

### Squadre partecipanti
| Squadra         | Città            |
| --------------- | ---------------- |
| Argyroupolis    | Argiroupoli      |
| Fivos Kremastis | Rodi             |
| Īrodotos        | Nea Alikarnassos |
| Saronikos       | Egina            |

### Classifica
|  | Pos. | Squadra         | Pt | G | V | N | P | GF | GS | DR  |
|  | ---- | --------------- | -- | - | - | - | - | -- | -- | --- |
|  | 1.   | Fivos Kremastis | 16 | ? | ? | ? | ? | 9  | 5  | +4  |
|  | 2.   | Argyroupolis    | 13 | ? | ? | ? | ? | 10 | 8  | +2  |
|  | 3.   | Īrodotos        | 12 | ? | ? | ? | ? | 13 | 9  | +4  |
|  | 4.   | Saronikos       | 7  | ? | ? | ? | ? | 3  | 13 | -10 |

Legenda:

      Ammesse in Beta Ethniki 1972-1973
       Ammessa ai play-off

## Gruppo 6

### Squadre partecipanti
| Squadra           | Città     |
| ----------------- | --------- |
| Asteras Amaliada  | Amaliada  |
| Ethnikos Meligala | Meligalas |
| Pannemeatikos     | Nemea     |
| Preveza           | Preveza   |

### Classifica
|  | Pos. | Squadra           | Pt | G | V | N | P | GF | GS | DR |
|  | ---- | ----------------- | -- | - | - | - | - | -- | -- | -- |
|  | 1.   | Pannemeatikos     | 13 | ? | ? | ? | ? | 13 | 7  | +6 |
|  | 2.   | Asteras Amaliada  | 12 | ? | ? | ? | ? | 7  | 8  | -1 |
|  | 3.   | Preveza           | 12 | ? | ? | ? | ? | 8  | 11 | -3 |
|  | 4.   | Ethnikos Meligala | 11 | ? | ? | ? | ? | 9  | 11 | -2 |

Legenda:

      Ammesse in Beta Ethniki 1972-1973

### Spareggio per il secondo posto
| Squadra 1        | Risultato   | Squadra 2 |
| ---------------- | ----------- | --------- |
| Asteras Amaliada | 1 – 0 (dts) | Preveza   |

## Play-off

### Play-off 1
Andata
| Squadra 1       | Risultato | Squadra 2                 |
| --------------- | --------- | ------------------------- |
| Almopos Arideas | 1 – 0     | Anagennisi Neo Petritsios |

Ritorno
| Squadra 1                 | Risultato | Squadra 2       |
| ------------------------- | --------- | --------------- |
| Anagennisi Neo Petritsios | 1 – 5     | Almopos Arideas |

### Play-off 2
Andata
| Squadra 1        | Risultato | Squadra 2       |
| ---------------- | --------- | --------------- |
| Asteras Amaliada | 1 – 3     | Dimitra Trikala |

Ritorno
| Squadra 1       | Risultato | Squadra 2        |
| --------------- | --------- | ---------------- |
| Dimitra Trikala | 0 – 3     | Asteras Amaliada |

Spareggio
| Squadra 1        | Risultato | Squadra 2       |
| ---------------- | --------- | --------------- |
| Asteras Amaliada | 3 – 0     | Dimitra Trikala |

### Play-off 3
Andata
| Squadra 1 | Risultato | Squadra 2    |
| --------- | --------- | ------------ |
| Petralona | 0 – 0     | Argyroupolis |

Ritorno
| Squadra 1    | Risultato | Squadra 2 |
| ------------ | --------- | --------- |
| Argyroupolis | 1 – 1     | Petralona |

Spareggio
| Squadra 1 | Risultato | Squadra 2    |
| --------- | --------- | ------------ |
| Petralona | 3 – 0     | Argyroupolis |